# Rugilus fragilis
Rugilus fragilis är en skalbaggsart som först beskrevs av Johann Ludwig Christian Gravenhorst 1806.  Rugilus fragilis ingår i släktet Rugilus, och familjen kortvingar. Arten är reproducerande i Sverige.